# Свято-Введенский собор (Караганда)
Свято-Введенский собор  — православный храм в городе Караганда, кафедральный собор Карагандинской и Шахтинской епархии Русской Православной Церкви.
В соборе с 2 мая 1998 года находятся мощи преподобноисповедника Севастиана Карагандинского, которые до того, с 22 октября 1997 года, находились в Богородице-Рождественском храме (ныне Рождественский Карагандинский женский монастырь), где старец Севастиан прослужил 11 лет: с 1955 по 1966 год, до своей кончины.

## Описание
В своём основании храм имеет форму Ноева ковчега. Архитектурные формы Собора с куполами, служебными переходами, пристройками, лесенками, окнами напоминают уютный, сказочный терем.
На проходившем в 1994 году в Минске конкурсе проектов строящихся храмов на территории бывшего СССР, проект Введенского Храма города Караганды занял первое место. Собор является самым большим православным храмом на территории Казахстана.
Собор трёхпрестольный. Центральный алтарь освящён в честь Введения во храм Пресвятой Богородицы, северный — в честь святых бессребренников Космы и Дамиана Римских, а южный в честь — преподобного Севастиана Карагандинского.
В центральном приделе, с южной стороны установлена рака с мощами преподобного Севастиана Карагандинского.
На территории собора располагается Епархиальное управление Карагандинской епархии.
Настоятель собора: протоиерей Димитрий Патрикеев

## История
14 июля 1991 года — освящение места под Собор и закладка первого камня. В 1993 году строительство купола было завершено. 23 мая 1995 года в недостроенном храме состоялась первая служба — Пасхальная вечерня. 19 июля 1995 года Караганду посетил Патриарх Алексий II, который совершил заупокойную литию на могиле старца Севастиана.
C 6 октября 2010 года — кафедральный собор Карагандинской и Шахтинской епархии.

## Кража
В августе 2012 года храм подвергся краже. Сумма похищенного составила свыше 90 миллионов тенге. Преступники были задержаны, однако около 41 миллиона тенге пропали. Под подозрение попали карагандинские полицейские.